# モモ (児童文学)

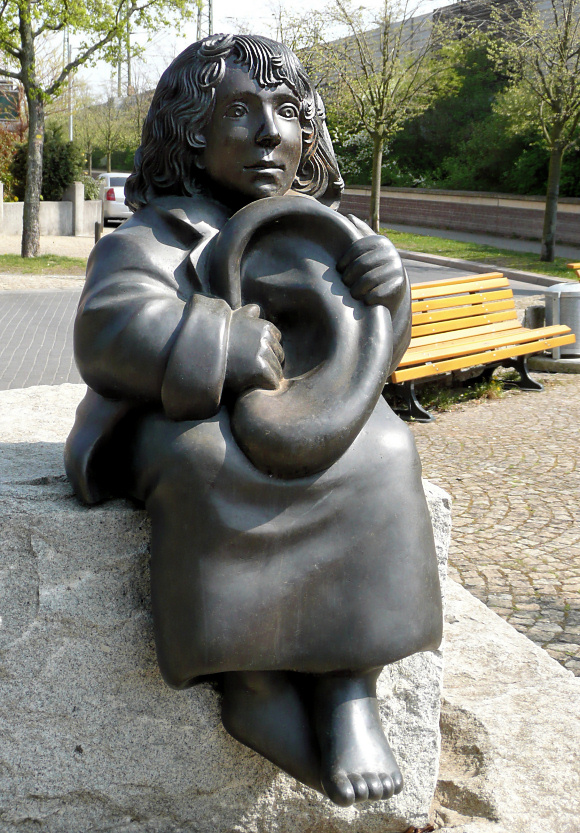
ハノーファー、ミヒャエル・エンデ広場にあるモモの像。Ulrike Enders作。

『モモ』（原題Momo oder Die seltsame Geschichte von den Zeit-Dieben und von dem Kind, das den Menschen die gestohlene Zeit zurückbrachte）は、ドイツの作家ミヒャエル・エンデによる児童文学作品。1973年刊。1974年にドイツ児童文学賞を受賞した。各国で翻訳されている。特に日本では根強い人気があり、日本での発行部数は本国ドイツに次ぐ。
1986年に西ドイツ・イタリア制作により映画化された。映画にはエンデ自身が本人役で出演した。
日本では、1987年に女優・歌手の小泉今日子が朝日新聞のインタビュー記事で本作の大ファンであることを公言し、話題になった。
日本テレビのドラマ『35歳の少女』では、主人公が『モモ』の中での言葉を引用するシーンがしばしば登場した。

## あらすじ
このあらすじは、岩波少年文庫版（大島かおり訳）を元に作成している。
モモとその友だち
大きな都会の町はずれに、松林に隠れるように忘れ去られた円形劇場の廃墟がある。この廃墟の舞台下の小部屋に、モモという女の子が住み着く。彼女はつぎはぎだらけのスカートと男物のだぶだぶの上着を着ている。近くの人たちがたずねると、モモは施設から逃げ出してきて、ここが自分の家だと話す。みんなは部屋に手を加え、モモが暮らしていけるようにする。子どもたちは食べ物のおすそ分けをもってきてくれる。その晩はモモの引っ越し祝いパーティのようになる。こうして小さなモモと近所の人たちの友情が始まる。
モモにはみんなの話を本当に聞いてあげることのできる才能がある。モモに話を聞いてもらうと、勇気が出たり、希望や自己肯定感が生まれたりする。左官屋のニコラと居酒屋のニノの大げんかも、モモの前で言い合っているうちに仲直りする。モモがいることにより、子どもたちの頭の中にすてきな遊びが浮かんでくるようになり、今までになく楽しく遊べるようになる。航海ごっこはオバケクラゲと闘い、さまよえる台風の目に突入し、モモザン民族の古い歌により鎮めるという大冒険となる。航海ごっこをしているときに夕立となったが、小さな子どもたちも雷や稲妻も忘れて遊んでいる。
道路掃除夫のベッポと観光ガイドのジジはモモの特別の友だちである。ベッポはじっくり考える人で、答えるまで長い時間がかかるため、自分の考えをモモだけに伝えることができる。ベッポは長い道路を受け持つときは、次の一歩、次の一掃きのことだけを考えると、楽しくなってきて、気が付くとぜんぶが終わっていると話す。一方、ジジは口達者であり、いつか有名になり、お金持ちになる夢がある。ジジは観光客に口から出まかせの物語を話して、帽子にお金を入れてもらう。彼の物語は、モモと知り合いになってから、とても素晴らしいものになる。
灰色の男たち
灰色の男たちはある計画を企てる。彼らは都会の人たちに「時間貯蓄銀行」の口座を開き、人間関係にとられる時間や一人のお客にかける時間を節約し、貯蓄に回すと高額の利子が付くと勧める。だまされた人々は、灰色の男たちのことを忘れ、自分の時間がどんどん短くなっていくことに疑問をもたなくなる。人々は「時間節約」に励み、その標語が町中にあふれる。「時間貯蓄家」はお金を稼ぐが、ふきげんで、くたびれて、怒りっぽくなり、町の北側には無機質で、同じ形の高層住宅が立ち並ぶようになる。
モモは古い友だちがだんだん来なくなったような気がするとジジとベッポに話す。ベッポは町がすっかり変わってしまい、円形劇場に来る子どもたちが増えているのは、かくれ場所が欲しいだけなんだと話す。子どもたちも高価なおもちゃを持ってくることが多く、そのようなおもちゃでは、空想を働かせる余地がない。子どもたちは、だれもが親から見放されたと感じているようだ。一人の男の子は、両親から時間を節約しない人たちのところへは遊びに行ってはいけないと言われたと話し、他の子も同じようだ。
モモは左官屋のニコラを訪ねる。夜遅くに戻って来たニコラは、時代はどんどん変わり、まるで悪魔のようなスピードで良心に反する仕事をしていると話す。居酒屋のニノはおかみさんに、昔からの大事なお客を追い出そうとしていると責められている。おかみさんは、思いやりのないやり方でしかやれないなら、そのうち出て行くと口にする。ニノはモモにおれだっていやだったんだ、いったいどうしたらいいんだと問いかける。翌々日、ニノとおかみさんがモモを訪ねる。ニノは年寄りのところを回り、あやまって来たと話す。モモは他の古い友だちを訪ね、みんなモモのところに行くと約束してくれる。
こうしてモモは知らずに灰色の男たちの邪魔をするようになる。円形劇場に灰色の男が現れ、大きな話す人形やたくさんの服やすてきな品物を取り出しモモに与えようとする。灰色の男は人生の成功や時間貯蓄銀行について話すが、モモは相手の心が理解できない。男はモモの説得に失敗し、自分の話したことは忘れてくれと言い残す。モモはジジとベッポに灰色の男のことを話す。ジジの提案で、子どもたちはデモ行進して、灰色の男たちの正体をあばき、町中の人たちに円形劇場で説明集会をすると呼びかける。しかし、町の人はデモ行進に気付かず、一人も円形劇場に来ない。
ベッポはゴミの山の近くで灰色の男たちの裁判を目撃する。有罪となった被告の葉巻が奪い取られると、男は消えてなくなる。同じ頃、モモはカメと出会い、甲羅に浮かび上がる文字に導かれ、町に向かう。円形劇場は灰色の車に取り囲まれ、本部からすべての職員にモモを見つけ出すよう指示が出る。モモたちは時間の境界線の白い地区に入る。追っ手は全速力で追いかけるが、急に前に進まなくなる。モモたちはゆっくり歩いているのに、とても早く動いている。曲がり角の先は「さかさま小路」となる。モモはカメに教えられて後ろ向きに歩き、「どこにもない家」に到着する。カメはマイスター・ホラの部屋に案内する。
時間貯蓄銀行では幹部が招集される。テーブルに着いた灰色の男たちは、一様に鉛色の書類カバンをもち、灰色の葉巻を吸っている。彼らはモモの対応を議論し、モモの友だちのベッポとジジをモモから引き離し、友だちを取り戻すことを条件にあの道のことを聞き出す悪だくみを進める。
大広間には何千種類もの時計があり、それぞれ時を刻んでいる。銀髪の老人が現れ、マイスター・ホラと名乗り、カメをカシオペイアと呼ぶ。モモはホラの用意したおいしい朝食をいただき、すっかり元気を取り戻す。ホラは、灰色の男たちは人間の時間を盗んで生きていること、自分は一人一人に時間を配分していること、人間は自分の時間をどうするか自分で決めなければならないことを話す。ホラは時間の生まれるところに案内する。黒い水の上でゆっくりと振り子が動いており、振り子が池の縁に近づくと、水面から光り輝く美しい「時間の花」が浮かんでくる。振り子が池の中央に戻ると花は散り、水中に消えていく。
時間の花
目が覚めるとモモは円形劇場に戻り、足元にはカシオペイアがいる。すでに、こちらでは1年の時間が経過している。その間に、灰色の男たちはジジを物語の語り手として、有名人に仕立て上げ、忙しい大金持ちにしてしまう。ベッポは頭がおかしいとされ精神病院に隔離される。灰色の男たちはモモを返す条件として、総額10万時間を貯蓄することを約束させる。ベッポは時間を節約するため、ただひたすら働くようになる。モモの友だちの子どもたちは、それぞれの地区ごとに作られた「子どもの家」に入れられ、次第に小さな時間貯蓄家になっていく。こうして、モモの友だちは誰もモモのところに来なくなる。
モモはカメと一緒にニノの酒場に行く。しかし、そこは「ファストフード・レストラン ニノ」となっている。店の中は不機嫌な人でいっぱいである。モモがニノに話しかけると、行列の人々が早くしろと叫び出す。モモはなんとかジジとベッポと「子どもの家」ついて聞き出す。モモは高級住宅街にあるジジの家を訪ねる。ジジの心は病んでおり、それには灰色の男たちが関与していることがよく分かるが、どうしてよいかが分からない。数か月たってもモモは一人ぼっちのままであり、深い孤独を感じる。そんなとき、灰色の男が現れる。
モモは灰色の男を避け、あてもなく町の中を歩き、疲れて三輪トラックの荷台で寝込んでしまう。夢の中でベッポやジジが苦しんでおり、子どもたちも泣いている。モモは危険にさらされている友だちを助けようと勇気が湧いてくる。モモが「あたしはここよ！」と叫ぶと、たくさんの灰色の車が集まって来る。男たちは友だちを救うため、マイスター・ホラのところに案内させようとする。モモがホラに会ってどうするのとたずねると、人間の時間をそっくりまとめて渡してもらうのだと口にする。モモは知っているのはカシオペイアだけだと言うと、灰色の男たちはカメ探しに奔走する。
モモが何時間もその場に立ち尽くしていると、カシオペイアが現れ、ホラのところに案内する。しかし、彼らの会話は灰色の男たちに聞かれ、灰色の男たちの集団が音もなく後を付ける。白い地区に入ると、カメの歩みは一層遅くなる。今回は灰色の男たちもカメの後をゆっくり付けている。「さかさま小路」に入り、モモが後ろ向きになると、見渡す限り灰色の男たちが集まっている。しかし、追っ手は時間が逆流する「さかさま小路」に入ると消滅してしまう。灰色の男たちは白い地区を隙間なく取り囲み、葉巻を吸い続ける。
ホラは、彼らは「時間の花」を冷凍して貯蔵庫に保管し、葉巻に加工して吸うことにより存在できることを説明する。ホラは人間の時間を取り戻すため、モモに危険な仕事を依頼し、モモに1時間分の「時間の花」を渡す。モモは大扉を開ける。時間がゆれ、部屋の中の無数の時計が停止する。時間が停止したため灰色の男たちは「どこにもない家」になだれ込んでくる。彼らは時計が止まっていることに気付き、あわてて時間補給庫に駆け付けようとする。モモたちが外に出ると、あらゆるものが止まっている。灰色の男たちは葉巻を奪い合いながら消えていく。
モモたちは町の北の外れに建設現場を見つける。モモたちは左官屋のニコラが指さす土管の中を滑り落ち、薄明るい地下道に出る。会議用テーブルのある広間では、貯蔵された時間の節約のため、議長がコイントスで半数づつ灰色の男たちを消していき、最後には6人が残る。モモが「時間の花」で貯蔵庫の扉に触れると、扉は閉まり施錠される。モモとカシオペイアは灰色の男たちから逃げ回り、全員が消滅する。
モモが貯蔵庫の扉を「時間の花」で触れると、扉は開く。凍り付いた無数の「時間の花」が棚に並んでおり、暖かくなるとモモの周りで渦巻いて飛び去って行く。カシオペイアの指示でモモはこの春の嵐とともに地上に出る。「時間の花」はそれぞれ人間の心の中に戻り、時間は再び動き出す。人間はだれしも自分の時間がたっぷりあると感じるようになる。モモはベッポに再会し、泣き笑いの状態である。子どもたちは道路の真ん中で遊び、人々は足を止めて親し気に言葉を交わす。円形劇場にモモとすべての友だちが集まり、お祝いとなる。

## 登場人物
モモ
本作品の主人公。施設から逃げ出し、廃墟となった円形劇場の舞台下の小部屋に住み着いた10歳くらいの女の子。みんなの話を本当に聞いてあげることのできる才能がある。
道路掃除夫のベッポ
モモの特別な友だち。じっくり考える人で、答えるまで長い時間がかかる。仕事はとてもていねい。
観光案内のジジ
モモの特別な友だち。口達者であり、夢は有名になり、金持ちになること。観光客に口から出まかせの物語を話して、帽子にお金を入れてもらう。
左官屋のニコラ
モモの古い友だち。モモが円形競技場に住み着いたとき、石のかまどを作り、煙突を取り付けてあげる。
居酒屋のニノ
モモの古い友だち。町はずれに小さな店を借りて居酒屋を営んでいる。
マイスター・ゼクンドゥス・ミヌティウス・ホラ（通称マイスター・ホラ）
「どこにもない家」に住み、一人一人に定められた時間を配分している。灰色の男たちに追われるモモを保護する。
カシオペイア
カメであるが時間の流れの外におり、30分後までを予見できる。甲羅に文字を浮かび上がらせ、モモを「どこにもない家」に案内する。
灰色の男たち
時間どろぼう。人間から盗んだ「時間の花」を冷凍して貯蔵庫に保管し、葉巻に加工して吸うことにより存在できる。葉巻が無くなると抵抗する間もなく消えてしまう。

## 題辞
物語の前にイギリスの詩人ジェイン・テイラー（en:Jane Taylor (poet)）が1806年に発表した『ザ・スター』が引用されている。エンデはこれを「アイルランドの旧い子どもの歌」とし、テイラーの名は記していない。岩波書店版（大島かおり訳）の詩そのものは武鹿悦子による有名な日本語訳詩『きらきら星』ではなく独自の訳である。

## 解釈
ストーリーには、忙しさの中で生きることの意味を忘れてしまった人々に対する警鐘が読み取れる。『モモ』という物語の中は、灰色の男たちによって時間が奪われたという設定のため、多くの書評はこの物語は余裕を忘れた現代人に注意を促すことが目的であると受け止めた。編集者の松岡正剛は、「エンデはあきらかに時間を『貨幣』と同義とみなしたのである。『時は金なり』の裏側にある意図をファンタジー物語にしてみせた」と評した。
「時間」を「お金」に変換し、利子が利子を生む現代の経済システムに疑問を抱かせるという側面もある。このことについて、エンデ本人に確認を取ったのはドイツの経済学者、ヴェルナー・オンケンである。

## 評価
哲学者のDavid Loyと文学教授のLinda Goodhewは、「20世紀後半の最も注目すべき小説の一つ」であり、1973年出版されたにもかかわらず、見事に現在の悪夢的な状況を予言していると高く評価している。一方、寓意や思想が強すぎるという意見もあり、松岡正剛は、出版当時に最初に読んだときは「時間泥棒というアイディアにはなるほど感心したが、全体に寓意が勝ちすぎていておもしろくなかった」と評した。またファンタジー作家の上橋菜穂子、荻原規子はエンデ作品が苦手であると述べており、上橋は『モモ』について、思想やイデオロギーを語るために物語が奉仕してしまっており、自分の好きな物語ではないと述べている。

## 日本語版
岩波書店刊、大島かおり訳
- 『モモ』（通常版） ISBN 4-00-110687-6 C8097
- 『モモ』（愛蔵版） ISBN 4-00-115567-2 C8097
- 『モモ』（岩波少年文庫127）ISBN 4-00-1141272
- 『ミヒャエル・エンデ全集3』ISBN 4-00-092043-X C0397

## 映像化
モモ
（1986年 西ドイツ・イタリア） 監督：ヨハネス・シャーフ 主演：ラドスト・ボーケル
国内発売 レーザーディスク ASAHI VIDEO LIBRARY CLV CX STEREO 105分 G75F5068 英語版 日本語字幕スーパー付き（税込￥7725　税抜￥7500）1986 RIALTO TOBIS FILM,SACIS.
文部省特選（少年・青年・成人・家族）

## 舞台化
1975年にドイツの作曲家マーク・ロタールのためにエンデ自身がオペラの台本を執筆している。これを収録したものは同年KARUSSELLレーベルからLPレコードとして発売された。その他にもミュージカル化されており、児童劇団などで『モモと時間どろぼう』のタイトルでの上演例も少なくない。
モモと時間泥棒
劇団四季のファミリーミュージカル。1978年上演。

モモ
オペラ。一柳慧作曲。日本語。1995年初演。

Momo og tidstyvene
オペラ。スビトラーナ・アザロワ作曲。デンマーク語。2017年初演。

## 造形作品
神奈川県三浦市のホテル「マホロバマインズ三浦」の本館入り口の脇に、藤原吉志子の「モモと亀のカシオペイア」（1992年、鋳造）がある。